# 陳雪慧
陳雪慧（1971年10月18日—），中華民國政治人物，民主進步黨籍，生於高雄。曾任行政院參議、新竹市政府社會處處長。2018年任台北市政府社會局局長，2020年2月1日請辭。

## 學歷
- 世新大學社會發展研究所
- 東海大學社工系
- 高雄市立高雄女子高級中學
- 高雄市立三民國民中學
- 高雄市三民區愛國國民小學

## 工作經歷
任基層社工員期間，處理多件家暴、未成年性交易、低收入戶經濟扶助與精神病患者安置案件。1996年至立法院徐中雄委員辦公室任助理，主導老人福利法、社會救助法、身心障礙者權益保障法，消費者債務清理條例及入出國移民法等修正案。同時發起組織南洋台灣姊妹會，培力新移民自主發聲。2011年，徐中雄辭立委轉任台中市副市長，臺中市第八選區後由江啟臣立委在該選區參選。
陳雪慧任國會辦公室期間，曾因修訂消費者債務清理條例，而被代辦理債業者提告，最後檢方以動機公益，不起訴。
2018年12月25日出任台北市政府社會局長，2020年2月1日請辭社會局長。

## 擔任競選總部發言人
2014年，陳雪慧出任國民黨提名台中市長參選人胡志強競選總部副執行長及發言人。
2018年，陳雪慧出任民進黨提名新竹市長參選人林智堅競選總部發言人。 （页面存档备份，存于）

## 重要修法與政策推動
- 修訂「社會救助法[26]」，將低收入戶貧窮線由消費支出修改為平均所得中位數的百分之六十，擴大社會救助範圍。[27]
- 修正國籍法，放寬新移民入籍之財力證明門檻。[12]
- 參與新訂消費者債務清理條例，透過協商與司法程序，調降不當利率，建立個人金融退場機制。[28]
- 修訂兒少權益法，保障中低收入戶未成年子女就醫權，由中央編列保費補助。[29]
- 新竹市社會處長期間：
  - 首創公部門與社會企業合作，為獨居長者及社區關懷站建置視訊任意門服務。[30]
  - 獲遠見雜誌熱血公務員系列報導，標題為「陳雪慧感動60位總鋪師，位弱勢家庭加菜」[31][32]
  - 開設新竹市第一間實體店面的食物銀行「愛心福利社」[33]
  - 結合在地麵包、超市及大果菜市場，在新竹市三區成立六座愛享冰箱，推動惜食與分享[34]
  - 與多扶企業合作，開辦無障礙微旅行，友善復康巴士和貼心管家，陪伴身障者和照顧者共同出遊[35]
  - 結合跨國服飾集團，提供優質衣服送到香山弱勢家庭[36]
  - 推動竹市微型保險，邀請新光人壽保險公司，為全市低收入戶加保。[37]
  - 廣推身心障礙者體適能方案，成立新竹市第一支身障手搖自行車隊。[38][39]
  - 招募玩具醫生志工隊，並與台灣玩具圖書館合作，開設玩具檢測、修復、重生及美容等專業課程，歡迎對玩具拆解與修繕有興趣的巿民參與[40]。
  - 在香山區推動新竹市首座「共融式親子館」。[41]
  - 推出「社福行動劇」取代過去的業務簡報，用戲劇方式活化社福內容，生動傳遞服務資訊。[42]
  - 新竹市婦女館提供6歲以下幼兒免費臨時托育服務，讓媽媽們能安心的來婦女館參加各式活動與課程。[43][44]
  - 幫助菜農，新竹市境福社區包1.5萬顆水餃助弱勢。[45]
  - 守護寄養家庭及孩子。[46]
  - 新竹市弱勢家庭的兒童一樣能快樂過兒童節。[47][48]
  - 「世界米食饗宴」活動，當新竹米粉遇上新住民手藝 。[49]
  - 新竹市府寒冬送暖，守護街友不孤單。[50][51]
  - 響應國際身心障礙者日，倡導身心障礙平權的精神理念。[52]
  - 「高年級生俱樂部」就是要讓阿公阿嬤永保青春心。[53]
  - 守護獨居老人，新竹市推動「熱血夥伴」服務宅配。[54]